# Escut de Daimús
L'escut de Daimús és un símbol representatiu oficial del municipi valencià de Daimús (la Safor). Té el següent blasonament:
| « | Escut ibèric, partit i mig truncat. Al primer quarter, en camper de sinople, un sepulcre romà d'or. Al segon quarter, en camper d'argent, una rosa heràldica de gules. Al tercer quarter, sis cotisses d'or [en realitat 3 bandes d'or carregades, cada una, d'una cotissa de gules] en camper de gules. Per timbre, una corona reial oberta. | » |

## Història
Aprovat per Resolució del 22 de març de 1994, del conseller d'Administració Pública. Publicat en el DOGV núm. 2.258, del 3 de maig de 1994.
El sepulcre recorda el monument romà de Baebia Quieta, desmantellat al començament del segle xx. Al costat, les armories dels Ros (armes parlants) i els Ferrer, antics senyors del poble.